# Trevor Ravenscroft
Trevor Ravenscroft (né en 1921 et mort en 1989) était un militaire et un écrivain britannique. 

## Biographie
Il a fait ses études à l'école militaire Repton and Sandhurst. Il servit durant la Deuxième Guerre mondiale dans les commandos. Lors d'une opération visant à assassiner Rommel, il fut capturé et interné jusqu'à la fin de la guerre.
Après celle-ci, il devint journaliste et fit des études d'histoire qui le conduisit à étudier les sources occultistes du national-socialisme. Il est connu en France pour son livre sur la Sainte Lance, The Spear of Destiny qui fut un best-seller. Ce livre a connu trois éditions en langue française : les éditions Albin Michel l'ont publié en 1973. Cette traduction a donné lieu à une publication en poche dans la collection « J'ai Lu, l'aventure mystérieuse » en 1977. Mais en 2008, un traducteur a proposé aux éditions Camion noir une nouvelle traduction conforme au texte anglais. Celle-ci va être publiée en juin 2009.
Le livre, s'il a connu un très grand succès, n'en demeure pas moins particulièrement controversé. Ainsi Christoph Lindenberg, a-t-il publié une contre-enquête intitulée Une technique du Mal : le nazisme, Préhistoire et Histoire. L'auteur fait un certain nombre de révélations : les propos tenus par Adolf Hitler concernant l'œuvre de Wolfram von Eschenbach sont en fait une conférence de Rudolph Steiner. De même, Trevor Ravenscroft affirmait détenir la plupart de ses informations de Walter Johannes Stein (en) qui aurait rencontré Hitler dans les années 1920. Aucune preuve n'a été apportée par Ravenscroft.

## Œuvres
- The Spear of Destiny (La lance du Destin), Albin Michel, 1973. Rééd. Editions J'ai lu L'Aventure mystérieuse N°A344, 1977. Nouvelle traduction : Camion noir, 2009[5].
- The Mark of the Beast: The Continuing Story of the Spear of Destiny, con Tim Wallace-Murphy. Non traduit.
- The Cup of Destiny. Non traduit.